# باتیربک تساکولوف
باتیربک تساکولوف (به روسی: Батырбек Цакулов، آوانگاری: زادهٔ ۱۳ نوامبر ۱۹۹۷) یک کشتی‌گیر آزادکار اهل روسی الاصل اسلواکی است.
از افتخارات وی می‌توان به کسب مدال نقره قهرمانی کشتی جهان ۲۰۲۲ اشاره کرد.

## فعالیت حرفه‌ای

### قهرمانی کشتی جهان ۲۰۲۲
تساکولوف در وزن ۹۷ کیلوگرم کشتی آزاد قهرمانی کشتی جهان ۲۰۲۲ بلگراد شرکت کرد، او در این مسابقات موکاهیت چلیک از ترکیه، ولادیسلاو بایتسایف از مجارستان و گیوی ماتچاراشویلی از گرجستان را شکست داد و به فینال رسید. وی در دیدار نهایی به کایل اسنایدر از آمریکا باخت و به مدال نقره رسید.

### قهرمانی کشتی جهان ۲۰۲۴
تساکولوف در وزن ۹۲ کیلوگرم کشتی آزاد قهرمانی کشتی جهان ۲۰۲۴ تیرانا شرکت کرد، او در این مسابقات مارجوس مالکو از آلبانی و ایلیا آرچایا از اوکراین را مغلوب کرد اما در مسابقه بعد به میریانی مایسورادزه از گرجستان باخت و با توجه به حضور این کشتی‌گیر در فینال، به دیدار شانس مجدد رفت. او در مرحله شانس مجدد ساندیپ سینگ مان از هند را شکست داد و به دیدار رده‌بندی رسید. وی در این دیدار بن هونیس از ایتالیا را شکست داد و مدال برنز را به‌دست آورد.